# Adolf Kneser
Adolf Kneser (Grüssow, 19 de março de 1862 — Wrocław, 24 de janeiro de 1930) foi um matemático alemão.

## Vida
Ele nasceu em Grüssow, Mecklenburg, Alemanha e morreu em Breslau, Alemanha (atual Wrocław, Polônia).
Ele é o pai do matemático Hellmuth Kneser e o avô do matemático Martin Kneser.
Kneser é conhecido pela primeira prova do teorema dos quatro vértices aplicado em geral a curvas não convexas. O teorema de Kneser sobre equações diferenciais leva seu nome e fornece critérios para decidir se uma equação diferencial é oscilante. Ele também é um dos homônimos do teorema de Tait-Kneser sobre círculos osculadores.

## Publicações selecionadas
- Über einige fundamentalsätze aus der theorie der algebraischen funktionen von mehreren variabeln. [S.l.: s.n.] 1884
- Lehrbuch der Variationsrechnung. [S.l.: s.n.] 1900; 2nd edition. [S.l.: s.n.] 1925[1]
- Die Integralgleichungen und ihre Anwendungen in der mathematischen Physik : Vorlesungen an der Universität zu Breslau. [S.l.: s.n.] 1911;[2] 2nd edition. [S.l.: s.n.] 1922[3]
- Theorie der elliptischen funktionen aus den eigenschaften der thetareihen abgeleitet by C. G. J Jacobi. [S.l.: s.n.] 1927
- Das Prinzip der kleinsten Wirkung von Leibniz bis zur Gegenwart. [S.l.: s.n.] 1928[4]